# Fusillade de W. R. Myers High School
La fusillade de W. R. Myers High School est une tuerie en milieu scolaire qui eut lieu le 28 avril 1999 au lycée de W. R. Myers, dans la ville de Taber, dans la province d'Alberta au Canada. Un garçon de 14 ans avait visé trois élèves et tué Jason Lang. Cette fusillade se déroula huit jours après la fusillade du lycée Columbine.